# Jerian Grant
Jerian Grant, właśc. Holdyn Jerian Grant (ur. 9 października 1992 w Silver Spring) – amerykański koszykarz, występujący na pozycjach rozgrywającego oraz rzucającego obrońcy, obecnie zawodnik AX Armani Exchange Mediolan.
Grant został wybrany z 19. numerem w drafcie 2015 przez Washington Wizards. Następnie prawa do niego, w ramach wymiany, trafiły do Atlanta Hawks, a następnie do New York Knicks. 30 lipca 2015 podpisał kontrakt z Knicks.
22 czerwca 2016 w ramach wymiany trafił do Chicago Bulls.
Jest synem Harveya Granta, byłego koszykarza Bullets, Blazers, 76ers, brata bliźniaka czterokrotnego mistrza NBA – Horace'a Granta oraz starszym bratem Jerami Granta, zawodnika NBA.
7 lipca 2018 trafił do Orlando Magic w wyniku umowy zawartej między trzema drużynami.
19 listopada 2019 zawarł umowę z Capital City Go-Go.
1 lipca 2020 został zawodnikiem Washington Wizards. 30 listopada dołączył do Houston Rockets. 16 grudnia opuścił klub.
1 lipca 2021 podpisał kontrakt z włoskim AX Armani Exchange Mediolan.

## Osiągnięcia
Stan na 2 lipca 2021, na podstawie, o ile nie zaznaczono inaczej.
NCAA
- Uczestnik:
  - rozgrywek Elite 8 turnieju NCAA (2015)
  - turnieju NCAA (2012, 2013, 2015)
- Mistrz turnieju konferencji Atlantic Coast (ACC – 2015)
- MVP turnieju ACC (2015)[13]
- Zaliczony do:
  - I składu:
    - All-American (2015)
    - ACC (2015)
    - turnieju:
      - ACC (2015)
      - CBE Classic (2012)
      - Hall of Fame Tip-Off Naismith Bracket 2015)

    - defensywnego ACC (2015)
    - debiutantów ACC (2012)

  - II składu ACC (2013)

Drużynowe
- Finalista Pucharu Grecji (2021)

Indywidualne
- Zaliczony do II składu ligi greckiej (2021)